# Serra de Cabrera
La serra de Cabrera és un sistema muntanyenc al nord del Collsacabra, comarca natural de la Catalunya central que es troba entre Osona, la Garrotxa i la Selva. La Serra de Cabrera és a cavall dels municipis de la Vall d'en Bas a la comarca de la Garrotxa i el de L'Esquirol a la comarca d'Osona. El seu punt culminant és la muntanya de Cabrera (1.308 metres) on hi ha el Santuari de la Mare de Déu de Cabrera, a la qual s'hi pot arribar per un grau des del coll de Bram. És un terreny molt escarpat amb nombrosos cingles. La formen les muntanyes del Pla d'Aiats, Cabrera, les Vores de Masellera, el Montcau, el puig dels Llops i el Puig d'en Bac. En aquesta serra hi neix el riu Fluvià.

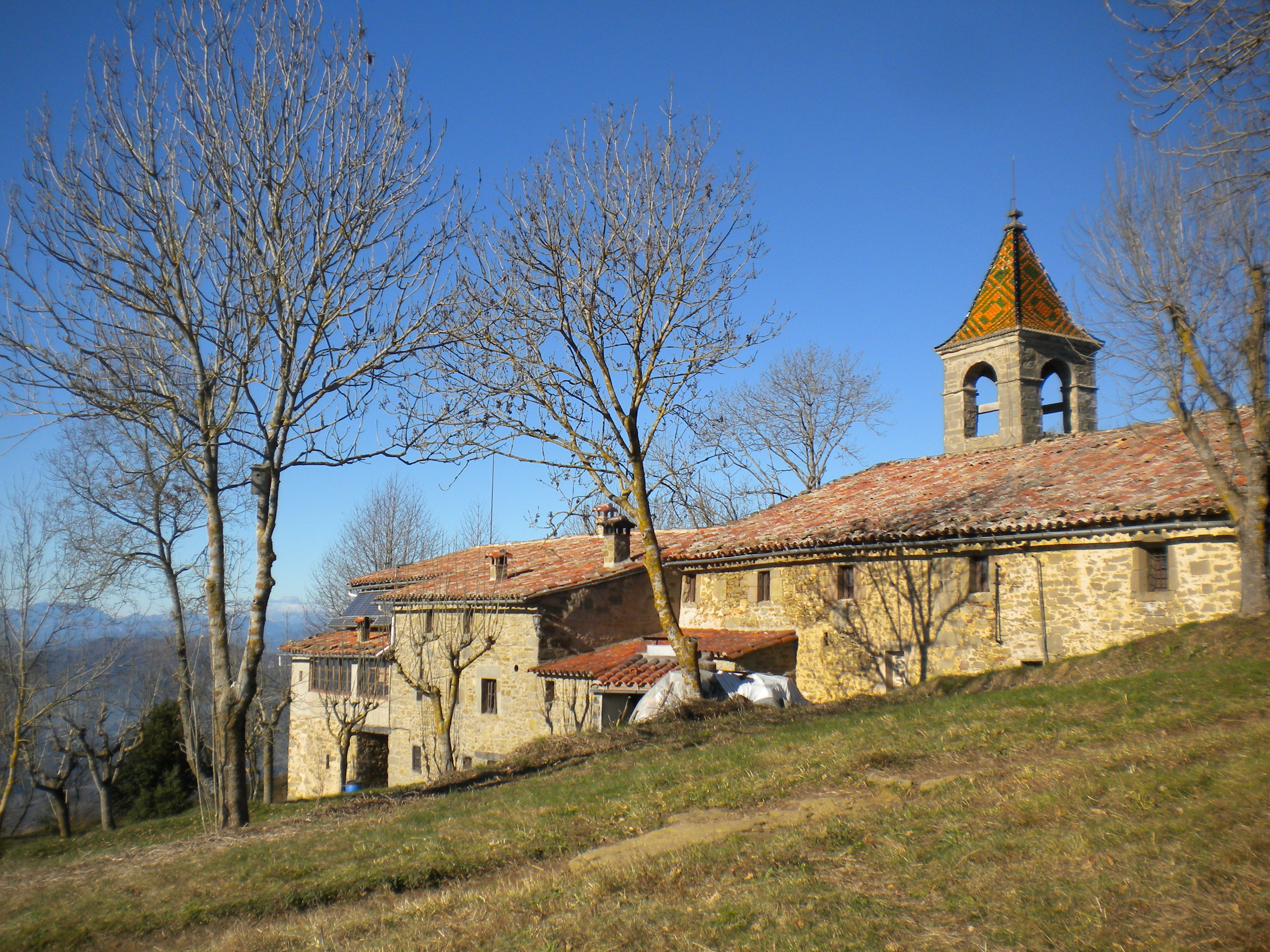
Santuari de la Mare de Déu de Cabrera, al cim de la muntanya de Cabrera

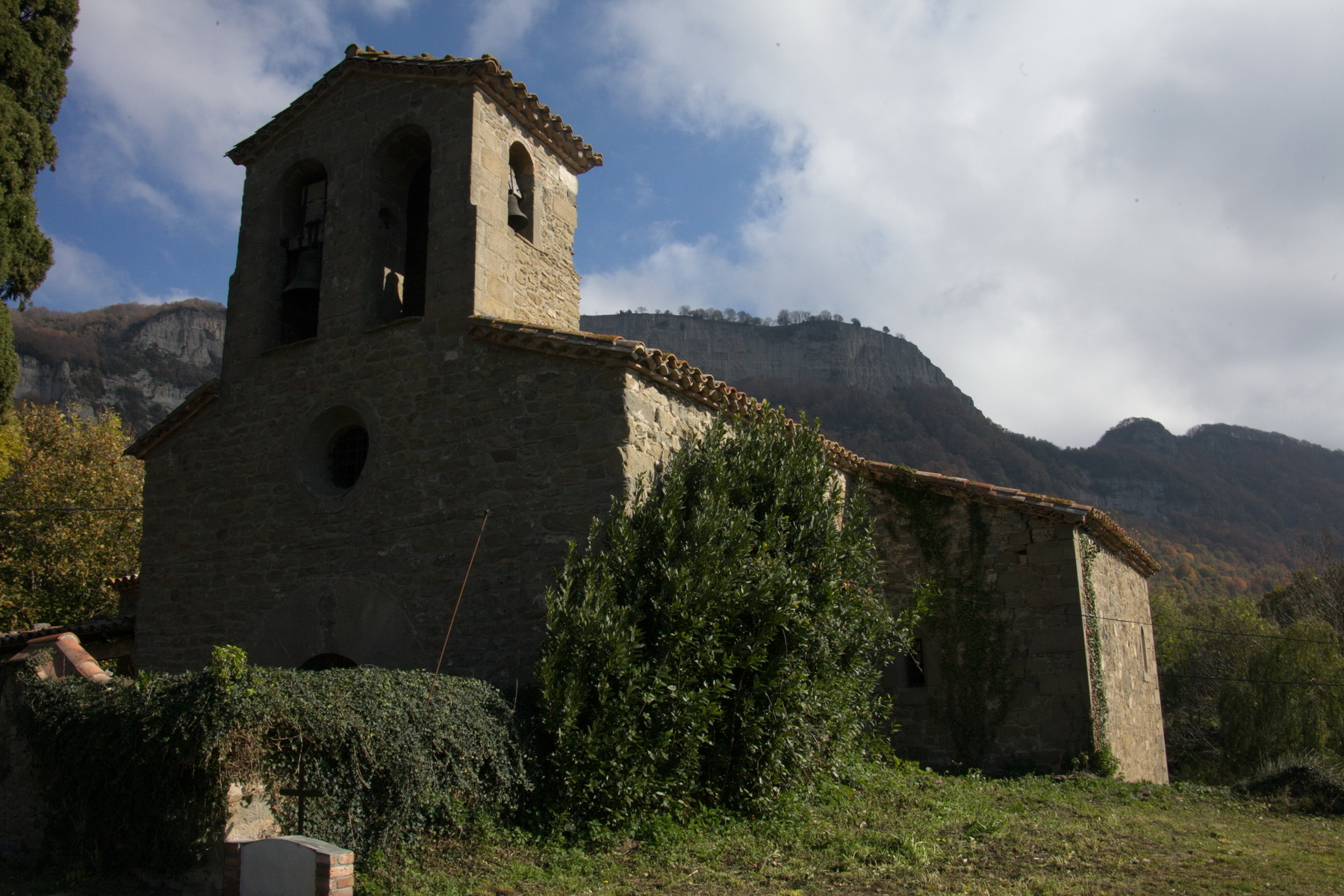
Sant Julià de Cabrera
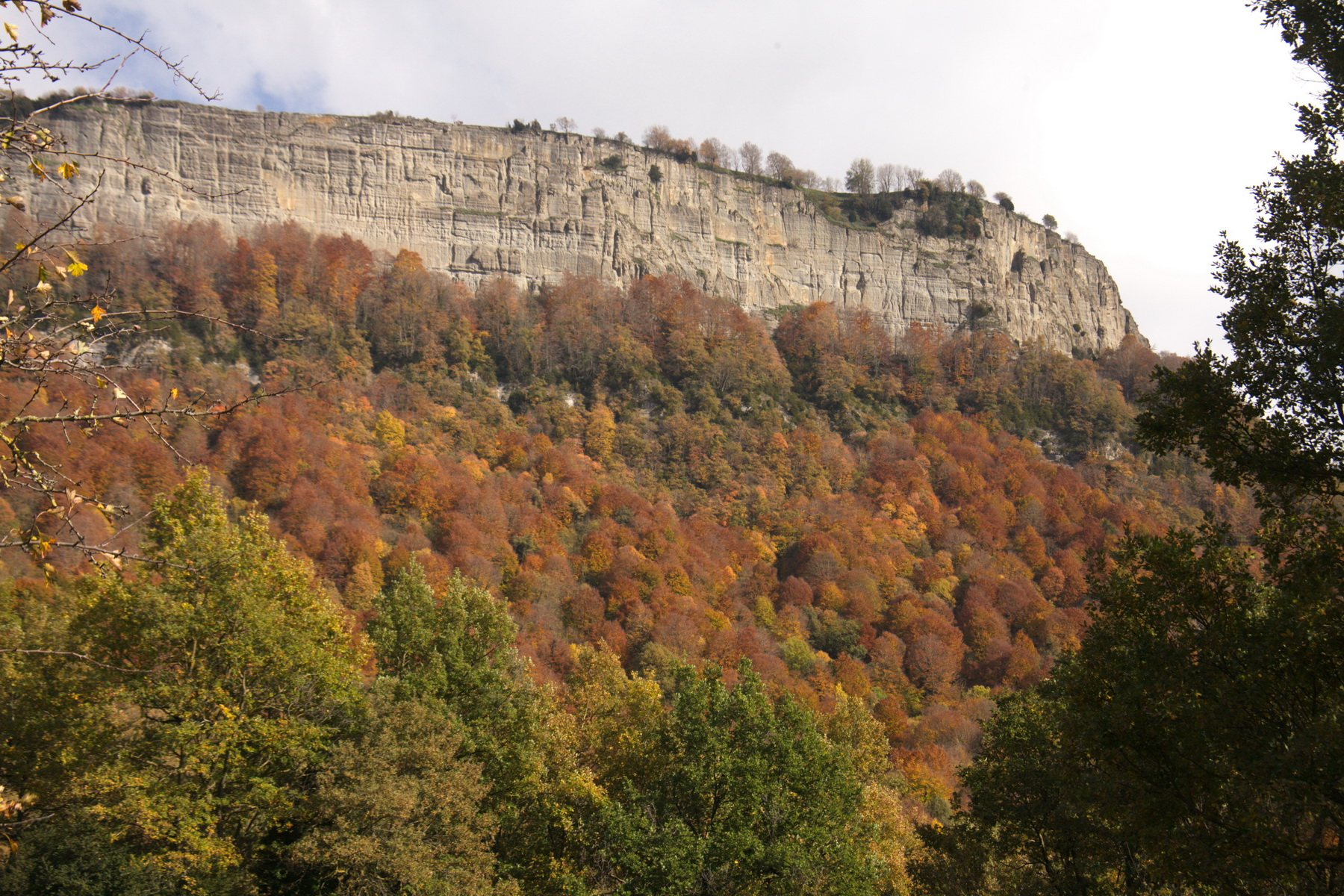
Cingle de la muntanya de Cabrera, des de Sant Julià de Cabrera
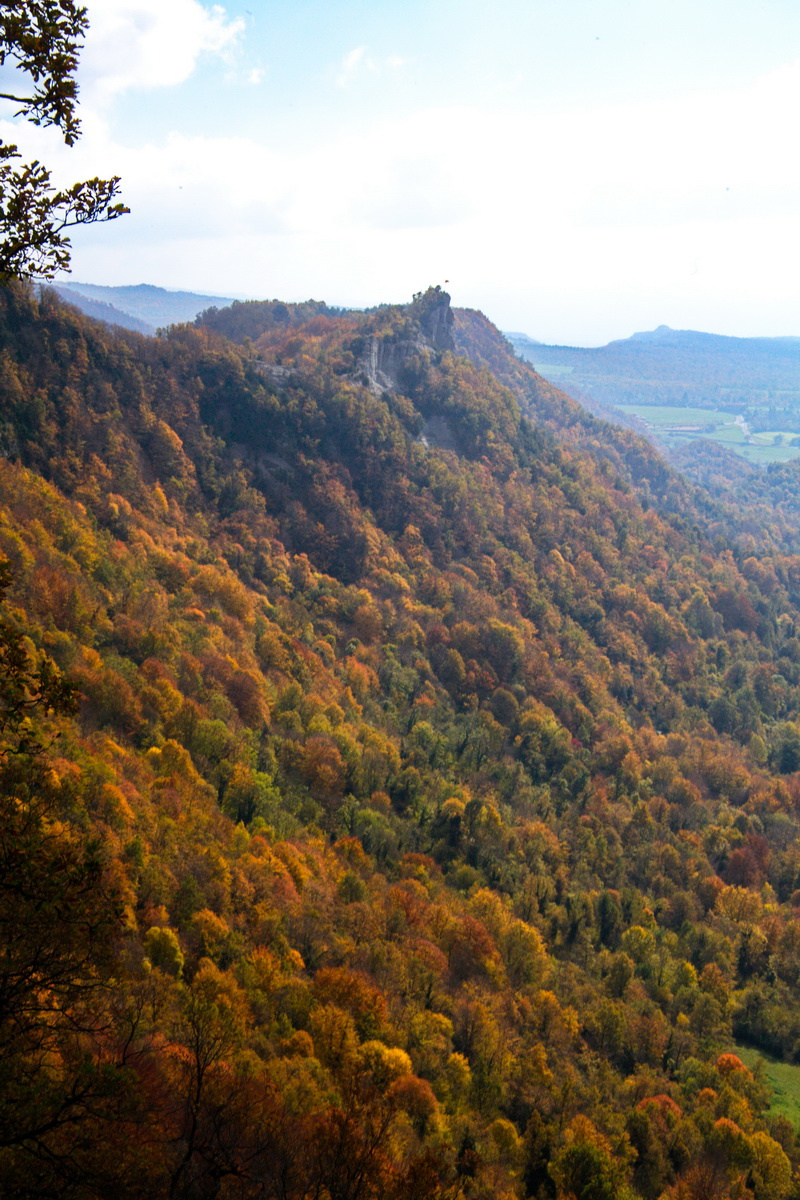
Puig dels Llops, des de la muntanya de Cabrera
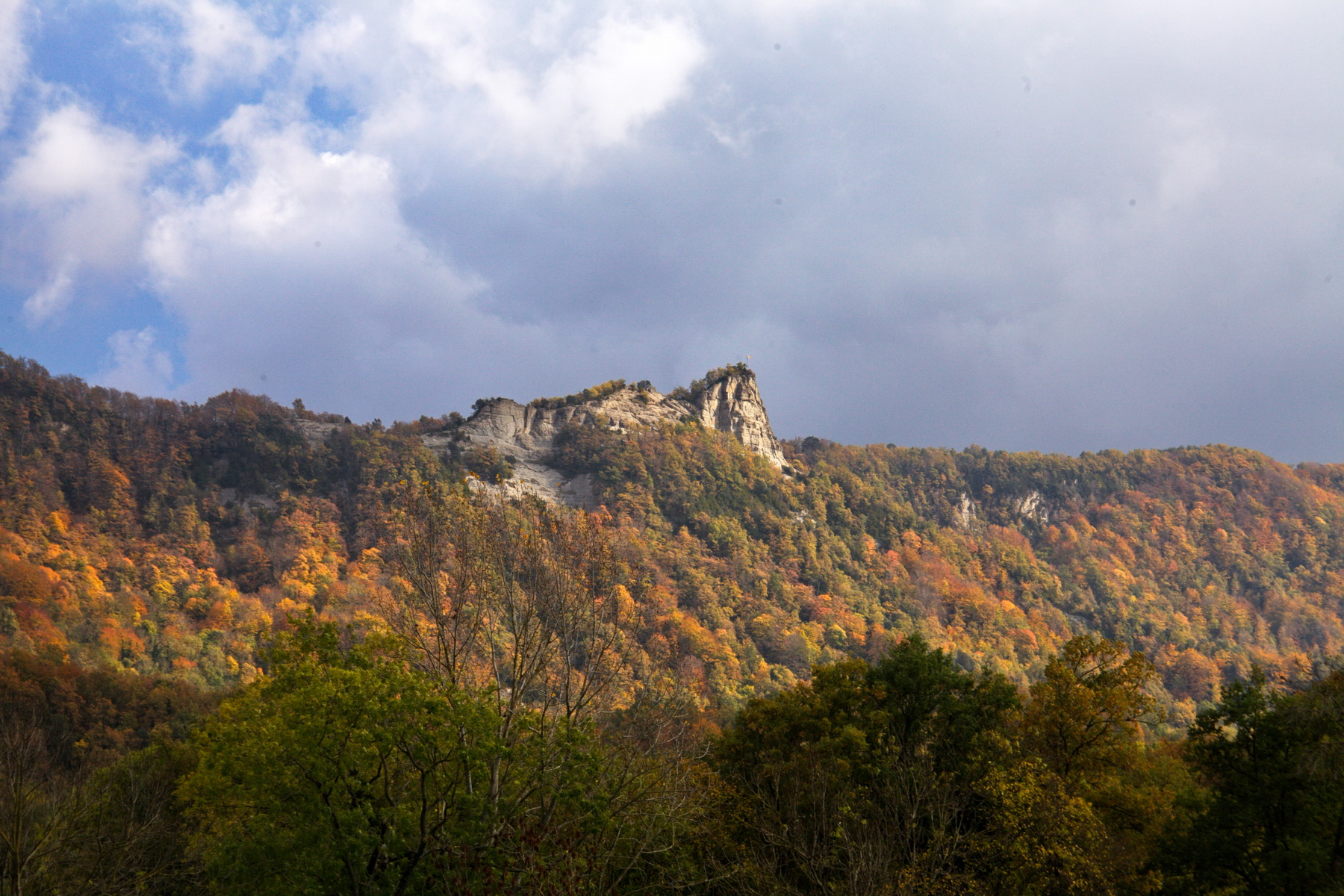
Puig dels Llops, des de Sant Julià de Cabrera